# Ebodina lagoana
Ebodina lagoana es una especie de polilla de la familia Tortricidae. Se encuentra en Nigeria.